# Diócesis de Walla Walla
La diócesis de Walla Walla (en latín: Dioecesis Valle-Valliensis y en inglés: Roman Catholic Diocese of Walla Walla) fue una circunscripción eclesiástica de la Iglesia católica en Estados Unidos. Se trataba de una diócesis latina, sufragánea de la arquidiócesis de Oregon City. Fue suprimida el 29 de julio de 1853 y restaurada como diócesis titular en 1974. Desde el 19 de mayo de 2015 su obispo titular es Witold Mroziewski.

## Territorio y organización

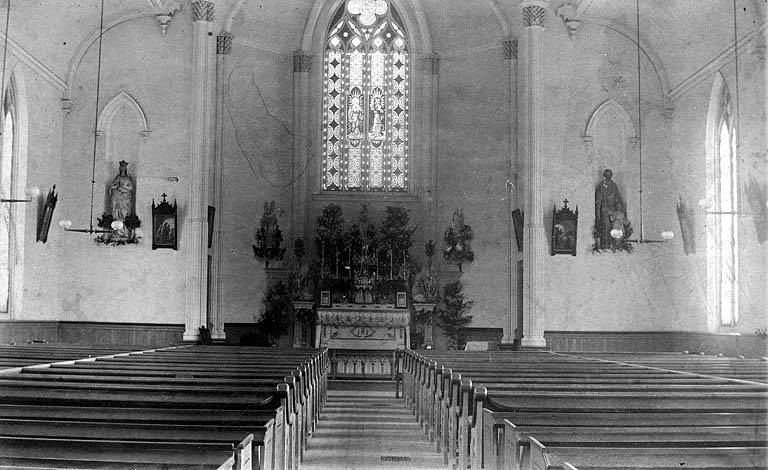
Iglesia de San Patricio circa 1888, en Walla Walla

La diócesis extendía su jurisdicción sobre los fieles católicos de rito latino residentes en parte del territorio de Oregón, mencionando el breve de erección las regiones centradas en las localidades de Walla Walla, Colville (ambas en el actual estado de Washington) y Fort Hall (en el actual estado de Idaho).
La sede de la diócesis se encontraba en la localidad de Walla Walla, en donde la iglesia de San Patricio servía de catedral, hoy perteneciente a la diócesis de Spokane.

## Historia
Apenas resuelta el 15 de junio de 1846 la disputa de Oregón mediante la firma del Tratado de Oregón entre Estados Unidos y el Reino Unido, la diócesis de Walla Walla fue erigida por el papa Pío IX el 24 de julio de 1846 mediante el breve In Apostolicae Sedis, derivando su territorio del vicariato apostólico del Territorio de Oregón, elevado simultáneamente al rango de arquidiócesis metropolitana con el nombre de arquidiócesis de Oregon City (hoy arquidiócesis de Portland), de la cual la nueva diócesis pasó a ser sufragánea.
El primer y único obispo de esta diócesis fue Augustin-Magloire Blanchet, hermano de François-Norbert Blanchet, metropolitano de Oregon City; Augustin-Magloire recibió la consagración episcopal en la Catedral de Montreal el 27 de septiembre de 1846. El 4 de marzo de 1847 partió hacia el territorio de Oregón junto con algunos misioneros entre ellos 4 oblatos de María Inmaculada, y llegó a su destino el 5 de septiembre. A petición de los nativos americanos, Blanchet y su vicario general Jean-Baptiste-Abraham Brouillet decidieron establecerse con la tribu cayuse, a unas 25 millas de Walla Walla.
Los acontecimientos de noviembre y diciembre de 1847 pusieron a los misioneros en grave peligro. Una epidemia de sarampión causó muchas muertes, especialmente niños, entre los nativos cayuse, quienes acusaron a los blancos de ser la causa. El 29 de noviembre atacaron la misión protestante de Waiilatpu, matando a 13 colonos estadounidenses y tomando prisioneros a otros 53: la masacre se conoció como la Masacre de Whitman, por el nombre del fundador de la misión, Marcus Whitman. Blanchet intervino personalmente para obtener la liberación de los prisioneros, que fueron liberados tras la intervención del vicario Brouillet. Los colonos calvinistas acusaron a los católicos de fomentar la revuelta cayuse y de ser indirectamente la causa de la masacre. La situación se hizo insostenible y el obispo prefirió retirarse a casa de su hermano en St. Paul, dejando a Brouillet la dirección de la misión hasta la llegada del ejército estadounidense en febrero de 1848, lo que inició la guerra Cayuse que culminó con el ahorcamiento de 5 responsables. La tensa situación provocó que los sacerdotes restantes también abandonaran la zona. El 14 de agosto de 1848 el Congreso de Estados unidos sancionó la ley de creación del territorio de Oregón.
El misionero presbiteriano Henry Spalding y otros ministros anticatólicos afirmaron posteriormente que los asesinatos de Whitman fueron instigados por sacerdotes católicos. Según sus relatos, los católicos podrían haberles dicho a los cayuse que Whitman había provocado enfermedades entre su gente y los había incitado a atacar. Spalding afirmó falsamente que existía un complot británico, católico y nativo americano para "robar" Oregón.
El 31 de mayo de 1850, Augustin-Magloire fue trasladado a la diócesis de Nesqually y su hermano François-Norbert Blanchet fue nombrado administrador apostólico de la diócesis de Walla Walla.
La diócesis fue suprimida el 29 de julio de 1853 mediante el breve Per similes del papa Pío IX, y su territorio dividido entre las sedes de Nesqually y Oregon City.

### Diócesis titular
Desde 1974 Walla Walla figura entre las sedes episcopales titulares de la Iglesia católica. Desde el 19 de mayo de 2015 el obispo titular es Witold Mroziewski, obispo auxiliar de la diócesis de Brooklyn.

## Episcopologio

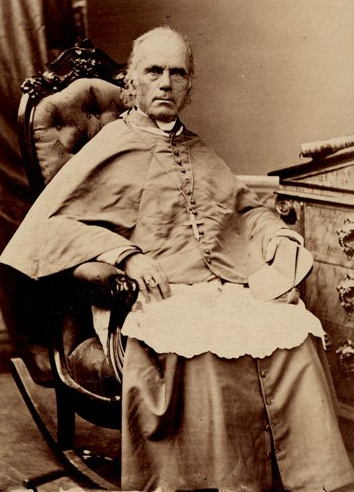
Augustin Magloire Alexandre Blanchet, único obispo de Walla Walla

- Augustin Magloire Alexandre Blanchet † (28 de julio de 1846-31 de mayo de 1850 nombrado obispo de Nesqually)
  - François-Norbert Blanchet † (31 de mayo de 1850-29 de julio de 1853 renunció) (administrador apostólico)

### Obispos titulares
- Eugene Antonio Marino, S.S.J. † (12 de julio de 1974-14 de marzo de 1988 nombrado arzobispo de Atlanta)
- Bernard William Schmitt † (27 de mayo de 1988-29 de marzo de 1989 nombrado obispo de Wheeling-Charleston)
- Paul Albert Zipfel † (16 de mayo de 1989-31 de diciembre de 1996 nombrado obispo de Bismarck)
- James Edward Fitzgerald † (11 de enero de 2002-11 de septiembre de 2003 falleció)
- Mitchell Thomas Rozanski (3 de julio de 2004-19 de junio de 2014 nombrado obispo de Springfield)
- Witold Mroziewski, desde el 19 de mayo de 2015